# Plociella conspersa
Plociella conspersa är en skalbaggsart som först beskrevs av Aurivillius 1927.  Plociella conspersa ingår i släktet Plociella och familjen långhorningar.
Artens utbredningsområde är Filippinerna. Inga underarter finns listade i Catalogue of Life.